# La Malédiction de Belphégor
Pour les articles homonymes, voir Belphégor.
Pour plus de détails, voir Fiche technique et Distribution.
La Malédiction de Belphégor est un film fantastique franco-italien réalisé par Georges Combret et Jean Maley, sorti en 1967.
Le film  se déroule dans l'Opéra de Toulon qui est hanté par un mystérieux fantôme masqué et plusieurs meurtres y sont commis.

## Synopsis
Dans les années 1960, une troupe se prépare à monter « La Malédiction de Belphégor » à l'Opéra de Toulon dans le sud de la France. 
Lors des répétitions, les membres de cette troupe entendent une voix accompagnée d'une musique qui leur annonce que plusieurs crimes vont être effectué dans les lieux. Effectivement, ceux-ci se succèdent rapidement. Le directeur de l'opéra est tué. Une journaliste est enlevée ainsi que le nouveau directeur. La police enquête sur les lieux et ne permettra pas d'arrêter cette spirale infernale.

## Fiche technique
- Titre : La Malédiction de Belphégor
- Titre italien : La Mortale trappola di Belfagor
- Réalisation : Georges Combret et Jean Maley (Radius Films -Paris)
- Scénaristes : Georges Combret et Michel Dubosc
- Compositeur : Camille Sauvage
- Directeur de la photographie : Guy Maria
- Pays de production : France, Italie
- Genre : Fantastique
- Couleur : Couleur Eastmancolor
- Durée : 101 minutes
- Date de sortie : 
  - France : 8 novembre 1967

## Distribution
- Paul Guers : Fred

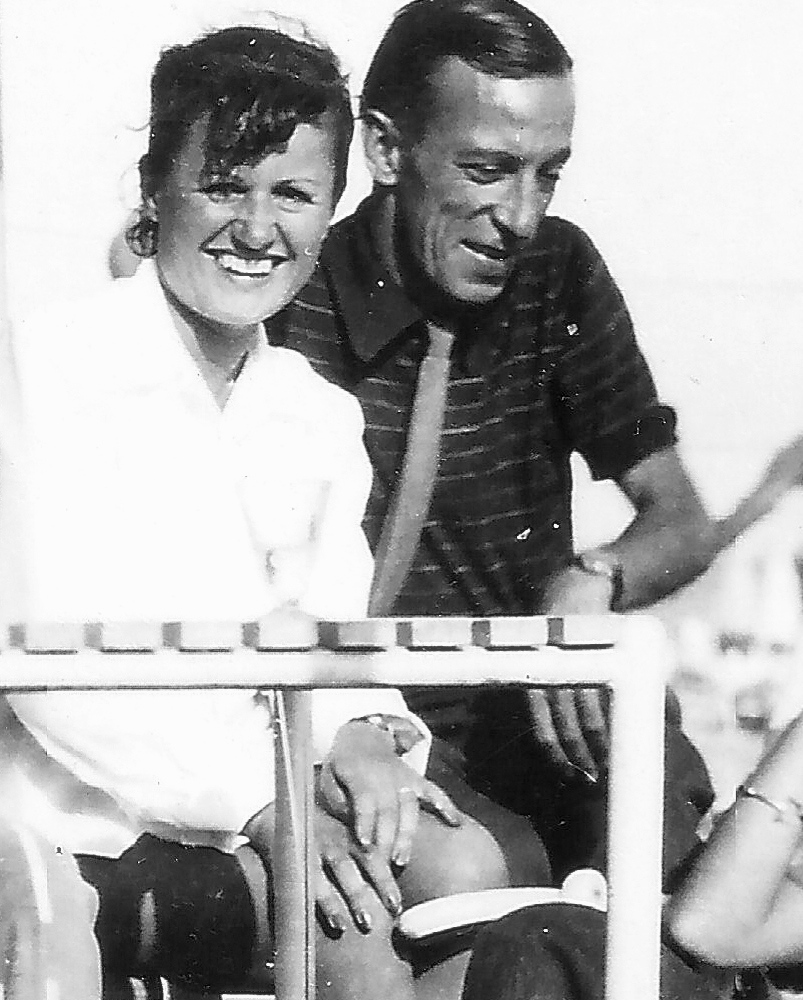
Raymond Buissière et Annette Poivre, couple dans la vie, sont deux acteurs du film

- Raymond Souplex : Legris (le commissaire)
- Dominique Boschero : Nadia
- Raymond Bussières : M. Plumme, le concierge de l'opéra
- Annette Poivre: Mme Plumme, la femme du concierge
- Achille Zavatta : Hubert
- Jean Daurand : Lefèvre, l'adjoint du commissaire Legris
- Maurice Chevit : Garnier
- Noële Noblecourt
- Maurice Sarfati : Roger
- Marcel Charvey

## Autour du film
Le film a été tourné deux ans après la diffusion de la série télévisée Belphégor ou le Fantôme du Louvre, laquelle reçut un succès considérable à l'époque.

### Lieu de tournage
Le film a été entièrement tourné à Toulon et dans sa région, devant et à l'intérieur de l'Opéra.

### Autour des acteurs
Le film permet de retrouver deux comédiens vedettes de l'équipe de la célèbre série télévisée : Les Cinq Dernières Minutes, Raymond Souplex et Jean Daurand avec la petite différence que le film est diffusé en couleur à une époque où la télévision est encore en noir et blanc.
Le film est également l'occasion de découvrir le clown Achille Zavatta dans un rôle, celui-ci étant assez rare au cinéma (il a notamment joué de petits rôles dans une douzaine d'autres films.

### Analyse
Inspiré du célèbre roman d'Arthur Bernède, mais transposé à l'opéra de Toulon, cette petite production de série Z, mal perçue par la critique, assez mal joué par des acteurs un peu dépassés et bien en deçà des ambitions des réalisateurs n'aura dans les salles qu'un piètre succès.